# Gianna Jessen
Gianna Jessen (Los Angeles, 6 aprile 1977) è un'attivista antiabortista statunitense.

## Biografia
Nacque alla trentesima settimana di gravidanza di sua madre, una diciassettenne del Tennessee, a seguito di un tentativo di aborto fallito, in quanto il feto sopravvisse all'iniezione di una soluzione salina nell'utero e fu espulso ancora vivo nonostante 18 ore di esposizione alla soluzione. L'anossia dovuta alla soluzione salina le causò una paralisi cerebrale e muscolare.
Adottata a tre anni, superò le difficoltà motorie indotte dalla paralisi e riuscì a camminare senza tutore, seppure con notevoli difficoltà.
Attiva nei movimenti che si oppongono all'aborto, ha raccontato la sua storia al Congresso degli Stati Uniti d'America e alla Camera dei Comuni del Regno Unito.
Il suo caso fu raccontato in occasione del novantesimo anniversario dalla fondazione di Planned Parenthood, celebrata dal Senato del Colorado, quando il senatore Ted Harvey invitò la donna a raccontare la sua storia ai membri del Senato. Inoltre, per sensibilizzare l'opinione pubblica sul tema dell'aborto, nel 2006 è riuscita a partecipare e a completare la maratona di Londra, nonostante la difficoltà a correre.
Nel 1999 è uscita una sua biografia, curata dall'autrice statunitense Jessica Shaver.
Nel 2011 è uscito un film ispirato alla sua vicenda, October Baby, diretto dai fratelli Erwin.